# Ina Drutter
Ina Drutter née à Zagreb, le 9 octobre 1964, morte le 11 octobre 2006 est une artiste peintre croate.

## Biographie
En 1988, elle est diplômée de l'Académie des Beaux-Arts de l'Université de Zagreb (hr) , dans l'atelier du peintre Josip Biffel (hr).
Sa peinture est figurative et très expressive. Elle s'inscrit dans le sillage de Marc Chagall, Wols, Henri Michaux, Oskar Herman (en).
Elle réalise une douzaine d'expositions de 1986 à sa mort en 2006.

## Expositions
- Glava, Galerie Milan i Ivo Štajner, Zagreb, 2001[1]
- Ina Drutter vs. Oskar Herman, Galerie Kranjčar, Kaptol 26, Zagreb, 2018[3]
- Ina Drutter : donation, Galerie Moderne, Zagreb, 2020[4]